# Bjärtrå församling
Bjärtrå församling är en församling i Kramfors pastorat i Ådalens kontrakt i Härnösands stift. Församlingen ligger i Kramfors kommun i Västernorrlands län (Ångermanland).

## Administrativ historik
Församlingen har medeltida ursprung.
Församlingen utgjorde tidigt ett eget pastorat för att senare från 1500-talet till 1891 vara annexförsamling i pastoratet Nora, Skog och Bjärtrå. Från 1891 till 2002 utgjorde församlingen ett eget pastorat. Församlingen uppgick 2002 i Ådalsbygdens pastorat och 2018 i Kramfors pastorat.

## Kyrkor
- Bjärtrå kyrka